# Fonda Sahla
Fonda Sahla, née le 29 mai 1979 à La Haye (Pays-Bas), est une femme politique néerlando-marocaine.

## Biographie
Sahla a sept frères et sœurs, parmi lesquels Soumaya Sahla, et est la fille de travailleurs immigrés du Maroc. Elle grandit initialement dans le quartier Rivierenbuurt à La Haye, mais déménage à l'âge de sept ans vers le quartier Transvaal. Elle suit sa formation dans une école de formation professionnelle, qui deviendra plus tard le ROC Mondriaan, et travaille comme assistante en pharmacie.

### Parcours scolaire et début de carrière
Sahla s'implique dans son quartier en raison de ses expériences dans l'éducation avec son fils aîné. Elle est convaincue que son fils n'obtient pas les mêmes opportunités que les enfants d'une "école blanche". Vers 2008, elle devient membre du conseil de participation de l'école primaire Het Galjoen et du conseil de participation commun de l'organisation faîtière composée d'environ 50 écoles. En 2013, elle envoie une lettre critique à Ingrid van Engelshoven, l'adjointe au maire chargée de l'éducation de Démocrates 66, et le contact avec elle la pousse à entrer en politique. En 2016, elle est l'une des fondatrices de l'école du week-end Transvaal Universiteit dans le bâtiment de Het Galjoen. Elle aide également à mettre en place d'autres projets de quartier comme un groupe de mères et des consultations avec l'agent de quartier et des personnes du secteur de la santé mentale. Sahla est également chef de projet pour la musique de hall d'entrée avec l'Orchestre de la Résidence à partir de 2019.
Sahla se présente sur la liste de D66 en cinquième position pour les élections municipales de 2018 à La Haye. Élue, elle s'occupe dans le conseil municipal des dossiers éducation, jeunesse et quartiers. Elle initie une enquête sur la disponibilité des lieux d'étude, après avoir appris que les étudiants voyageaient vers d'autres villes le week-end pour trouver un tel endroit. Elle plaide également pour des classes d'éducation spécialisée au sein de l'éducation régulière et pour lutter contre la solitude parmi les jeunes. En 2020, D66 lui décerne le prix d'inspiration du réseau Els Borst pour son engagement envers l'égalité des genres au sein du parti,. Pendant la pandémie de Covid-19, le conseil municipal adopte une proposition de Sahla pour étendre l'enseignement d'été afin de rattraper les retards scolaires dus aux fermetures d'écoles.

### Seconde Chambre des États généraux
Pour les élections législatives de mars 2021, Sahla est placée en 27e position sur la liste des candidats. Elle reçoit 3 087 voix préférentielles et son parti remporte 24 sièges, ce qui ne lui permet pas d'être élue. Sahla remplace temporairement le député Rens Raemakers, en congé maladie depuis octobre 2021. Elle est assermentée le 27 octobre et son nomination est soutenue par l'ancien leader du Parti populaire pour la liberté et la démocratie, Frits Bolkestein, qui avait été professeur invité à l'Université Transvaal. Sahla quitte le conseil municipal de La Haye le 4 novembre 2021. Au Parlement, elle devient porte-parole des questions de protection de la jeunesse, de la délinquance juvénile, de la protection de l'enfance et de la loi sur la participation. Elle est membre de la Commission des pétitions et des initiatives citoyennes et des commissions des Finances, de la Justice et de la Sécurité, de l'Éducation, de la Culture et de la Science, et de la Santé, du Bien-être et du Sport. Lorsque Rob Jetten quitte le Parlement pour rejoindre le gouvernement Rutte IV, son mandat de députée devient permanent. Son portefeuille change pour inclure la garde d'enfants, l'éducation préscolaire et primaire, les soins de longue durée et le soutien aux aidants naturels.
Sahla devait être en sixième position sur la liste des candidats de Démocrates 66 pour les élections municipales de 2022. Lorsque son mandat temporaire de députée devient permanent, elle se retire de la position éligible et sert comme l'une des soutiens de liste. Le 5 décembre, elle quitte le Parlement.
En octobre 2023, elle fait la une des journaux en voulant intégrer l'acceptation du port du voile au sein de la police néerlandaise,.

### Vie privée
Fonda Sahla est mariée et est la mère de trois enfants.